# Buskkanin
Buskkanin (Sylvilagus bachmani) är en däggdjursart som först beskrevs av Waterhouse 1839.  Sylvilagus bachmani ingår i släktet bomullssvanskaniner, och familjen harar och kaniner. IUCN kategoriserar arten globalt som livskraftig.

## Utseende
Honor är med en genomsnittlig kroppslängd (inklusive svans) av 34 cm och en vikt mellan 560 och 915 g större än hanar som når cirka 33 cm längd och 510 till 780 g vikt. Svansen är ungefär 2 cm lång. Några individer blir lite större än 37 cm. Öronen är medelstora jämförd med andra bomullssvanskaniners öron och lite spetsiga. Pälsen på ovansidan bildas av gråa, orange och svarta hår.

## Utbredning och habitat
Denna kanin förekommer i västra USA, från sydvästra Washington till Kalifornien, och på halvön Baja California. Den vistas där i låglandet och i upp till 2000 meter höga bergstrakter. Habitatet utgörs av täta buskmarker med gräs som undervegetation.

## Ekologi
Buskkanin är främst aktiv mellan skymningen och tidiga morgon. På dagen vilar den gömd bakom buskar. Arten vistas främst på marken men den kan vid behov klättra på låga träd och annan växtlighet. När den känner sig hotade flyr den på det för harar typiska sättet i sicksack. Buskkanin håller ingen vinterdvala.
Arten har vegetarisk föda. Beroende på årstid äter den gräs, blad, örter, kvistar, klöver och bär. Buskkanin lever främst ensam. Ibland syns flera individer i samma område men de håller vanligen 3 till 7,5 meter avstånd från varandra. Fortplantningstiden är beroende på utbredning. Den börjar tidigast i december och sträcker sig fram till augusti. Honor har flera kullar under tiden och per kull föds efter cirka 27 dagar dräktighet upp till fyra ungar. Så kan honor i Kalifornien föda upp till 15 ungar per år. Före födelsen skapar modern ett näste av hår och torr gräs. Cirka 4 till 5 månader efter födelsen är ungarna självständiga.
Artens naturliga fiender utgörs av medelstora till stora rovdjur som långsvansad vessla (Mustela frenata), rödlo (Lynx rufus) och gråräv (Urocyon cinereoargenteus), av fåglar som rödstjärtad vråk (Buteo jamaicensis borealis) och virginiauv (Bubo virginianus) samt av olika ormar som skallerormar (Crotalus).

## Underarter
Arten delas in i följande underarter:
- S. b. bachmani
- S. b. cerrosensis
- S. b. cinerascens
- S. b. exiguus
- S. b. howelli
- S. b. ubericolor